# Aleksandr Grebjonkin
Aleksandr Grebjonkin (Russisch: Александр Сергеевич Гребёнкин) (Myski, 15 juli 1982) is een Russisch ruimtevaarder. In 2024 begon hij aan een missie naar het Internationaal ruimtestation ISS.
Grebjonkin studeerde aan de Hogere Militaire Luchtvaarttechniekschool van Irkoetsk en de Technische Universiteit voor Communicatie en Informatica van Moskou. Op 10 augustus 2018 werd Grebjonkin geselecteerd om te trainen als astronaut. Hij voltooide zijn training in december 2020. 
Grebjonkin zijn eerste ruimtevlucht SpaceX Crew-8 begon in maart 2024. Hij verbleef 6 maanden aan boord van het Internationaal ruimtestation ISS voor ISS-Expeditie 70 en ISS-Expeditie 71.